# 大嶋竜太郎
大嶋 竜太郎
（おおしま りゅうたろう、1968年生まれ - ）
不二流体術の「不二」とは「二つではあらず」という意味である。
左右は二つではあらず、しかし一つではない。
上下は二つではあらず、しかし一つではない。
身体と心は二つではあらず、しかし一つではない。
二つあるが１＋１＝２ではない。しかし、１でもない。
不二とは二つではあらずという言葉でしか表現できないものである。

## 経歴
5歳より柔道を始める。
中学時代に山籠りを敢行する。
高校時代は伝統空手を学び、国士舘大学では応援団に所属。応援団長を務める。
東南アジアではジャングルの中でAK-47を持ちゲリラとして最前線で戦う。
1993年、帰国し不二流体術に入門し第2代宗家田中光四郎に師事。
2007年5月15日、不二流体術第3代宗家を伝授継承する。